# Лисунов, Сергей Андреевич
Сергей Андреевич Лисунов (12 октября 1986, Волгоград, СССР) — российский ватерполист, мастер спорта России, центральный нападающий.
Серебряный призёр Универсиады в Китае. 13-кратный Чемпион России. 9-кратный обладатель Кубка России. Двукратный серебряный и трекартный бронзовый призёр чемпионата России. Член национальной сборной России.
Выступал за команду «Спартак» (Волгоград) с 2004 года. С 2017 по 2019 год выступал за московское «Динамо». В клубе «Синтез» с 2019 года.